# Regres (zespół muzyczny)
Regres – zespół muzyczny reprezentujący gatunek hardcore punk. Promuje m.in. ideologię straight edge, wegetarianizm, poszanowanie praw ludzi. 
Od początku istnienia związany z niezależną wytwórnią Refuse Records.

## Skład

### Obecny skład zespołu
- Paweł – śpiew
- Dawid – gitara
- Mateusz – gitara (od 2008)
- Ogur – gitara basowa
- Damian – perkusja

### Byli członkowie
- Marcin – perkusja (1999–2013)
- Michał – gitara (1999–2000)

## Dyskografia
- Regres (2002)
- Punk rock pozytyw (2003)
- W naszych dłoniach (2006)
- Ta iskra wciąż płonie (2009)
- Nie patrzeć wstecz  (2013)